# Bayerischer Kulturkampf
Der Bayerische Kulturkampf war eine Auseinandersetzung zwischen der katholischen Kirche und der Regierung des Königreichs Bayern. Er begann in den späten 1860er Jahren und wurde 1890 beigelegt.

## Begriff
Der bayerische Kulturkampf von den späten 1860er Jahren bis 1890 lässt sich als Teil des generellen Konflikts verstehen, in den der moderne Staat mit der Katholischen Kirche geriet und der sich in vielen katholischen und gemischtkonfessionellen Staaten Europas im 19. Jahrhundert erkennen lässt. Zur Bezeichnung dieses Konflikts hat sich der Begriff Kulturkampf durchgesetzt, der von Rudolf Virchow in einer Rede im Preußischen Abgeordnetenhaus am 17. Januar 1873 geprägt wurde. In dieser Bezeichnung wird deutlich, dass es sich nicht nur um den Konflikt zweier Institutionen (Staat und Kirche) handelte, sondern dass dahinter eine geistig-ideologische Konfrontation stand: Liberalismus, Fortschrittsglaube, moderne Wissenschaft auf der einen, Ultramontanismus, Antimodernismus, neuscholastische Theologie auf der anderen Seite. Auch in Bayern ist dieser ideologische Hintergrund erkennbar, etwa wenn Johann von Lutz, der Protagonist des bayerischen Kulturkampfes auf staatlicher Seite, 1871 erklärte: „Es sind nicht nur zwei dogmatische Systeme: es sind zwei Zeitalter, zwei Gesellschaftsordnungen, zwei Rechtssysteme, mit einem Wort zwei Culturepochen, welche in dem gegenwärtigen Augenblick um das Übergewicht ringen.“ Im katholisch geprägten Bayern (Lutz selbst war Katholik, Ludwig II. ohnehin) trat dieser ideologische Gegensatz aber hinter den Konflikt zwischen Staatskirchentum und kirchlicher Autonomie zurück. So eskalierte der Kulturkampf in Bayern auch nicht in einer dem preußischen Kulturkampf vergleichbaren Weise, weshalb in der Forschungsliteratur auch von einem „schleichenden Kulturkampf“ gesprochen wird.

## Staat und Kirche in Bayern
Das Verhältnis von Staat und Kirche in Bayern war nach den Umwälzungen der Napoleonischen Ära neu geordnet worden. Diese Neuordnung fand ihren Ausdruck in zwei Rechtsdokumenten: dem Konkordat zwischen bayerischem Staat und Heiligem Stuhl von 1817 und dem Religionsedikt, das der bayerischen Verfassung von 1818 als zweite Beilage angefügt worden war. Während aber das Konkordat als völkerrechtlicher Vertrag gleichberechtigter Partner eher dem Grundsatz kirchlicher Autonomie folgte, stand das Religionsedikt als staatliches Gesetz mehr in der Tradition des Wittelsbacher Staatskirchentums. Dieser Widerspruch wurde an einem Punkt, der für den Bayerischen Kulturkampf zentrale Bedeutung bekommen sollte, besonders deutlich: der Regelung des sogenannten Plazets (Recht des Königs, innerkirchliche Verordnungen vor deren Publikation zu genehmigen). Hier bestimmte Artikel XII des Konkordats, dass innerkirchliche Verordnungen ohne staatliche Genehmigung erlassen werden konnten, Paragraph 58 des Religionsedikts dagegen bestand auf einer solchen Genehmigung, eben dem Plazet. Der Widerspruch wurde nie prinzipiell behoben, sondern nur dadurch entschärft, dass der Staat in mehreren Erklärungen (Tegernseer Erklärung von 1821, Ministerialentschließungen von 1852 und 1854) zusagte, seine Kirchenhoheitsrechte konkordatskonform zu nutzen. Der Staat bestand also auf seiner Rechtsposition, verzichtete aber auf deren Durchsetzung. Von dieser Linie rückte die bayerische Regierung erst im Konflikt um die Beschlüsse des Ersten Vatikanischen Konzils ab.

## Politische Polarisierung
Die Konfrontation der Kulturkampfära bereitete sich in der Regierungszeit des Ministeriums Hohenlohe-Schillingsfürst (Dezember 1866 bis März 1870) vor. Gegen die liberale Wirtschafts- und Sozialpolitik, die kleindeutsch orientierte Nationalstaatspolitik und die antiklerikale Kulturpolitik der Regierung Hohenlohe bildete sich eine katholisch-konservative Opposition, die 1868/69 zur Gründung der Bayerischen Patriotenpartei führte. In diesem Prozess der Politisierung breiter Bevölkerungsteile spielte die Volksschulpolitik der bayerischen Regierung eine zentrale Rolle (wie zuvor schon in Baden und später in Preußen). Im Oktober 1867 legte Kultusminister Franz von Gresser den Entwurf eines liberal geprägten Schulgesetzes vor, durch das unter anderem der Einfluss der Kirchen auf die bayerischen Volksschulen reduziert werden sollte (kirchliche Schulaufsicht als staatliche Auftragsverwaltung, Ermöglichung von Simultanschulen). Zwar scheiterte dieser Gesetzentwurf im April 1869 in der ersten Kammer des bayerischen Landtags, doch war die katholische Bevölkerungsmehrheit mittlerweile durch Publizistik und Kirche derart mobilisiert worden, dass die neu entstandene Patriotenpartei bei den Wahlen zur Kammer der Abgeordneten, der zweiten Kammer des bayerischen Landtags, im Jahr 1869 die absolute Mandatsmehrheit erlangte. Von diesem Zeitpunkt an (und bis 1912) standen in Bayern liberale Regierungen einer katholisch-konservativen Mehrheit in der Abgeordnetenkammer gegenüber. Kulturkampfmaßnahmen waren daher auf landesgesetzlicher Basis in Bayern nicht möglich – einer der wichtigsten Unterschiede zum preußischen Kulturkampf.

## Streit um das Vatikanische Konzil
Der Konflikt entzündete sich letztlich an der Frage, ob die Beschlüsse des Ersten Vatikanischen Konzils vor ihrer Publikation in Bayern genehmigt werden mussten (Plazet). Papst Pius IX., der sich schon 1864 mit der Veröffentlichung des Syllabus gegen den liberalen und nationalen Zeitgeist gestellt hatte, berief Ende Juni 1868 ein Konzil nach Rom, das im Dezember 1869 eröffnet werden sollte. Im April 1869, noch in der Vorbereitungszeit des Konzils, startete die bayerische Regierung unter Hohenlohe-Schillingsfürst eine diplomatische Initiative: In einer von dem Münchner Kirchenhistoriker Ignaz von Döllinger erarbeiteten Zirkulardepesche wurden die europäischen Regierungen zu einer gemeinsamen Initiative gegenüber der Kurie aufgefordert, um die geplante Dogmatisierung der päpstlichen Unfehlbarkeit zu verhindern. Da diese Initiative international keinerlei Resonanz fand, forderte die Regierung die bayerischen Konzilsteilnehmer vorsorglich auf, keine Beschlüsse zu fassen, „welche mit den Grundprinzipien der bayerischen Staatsverfassung (…) in Widerspruch stehen würden“. Und der Kultusminister kündigte schon am 7. November 1869 an, dass die zu erwartenden Konzilsbeschlüsse gemäß Religionsedikt das königliche Plazet erforderten. Damit verließ die bayerische Regierung ihre moderate kirchenpolitische Haltung der vergangenen Jahrzehnte und kehrte zur „Praxis des ungehemmten landesherrlichen Kirchenregiments“ zurück. Dieser Haltung blieb die Regierung auch treu, nachdem das Unfehlbarkeitsdogma am 18. Juli 1870 verkündet worden war. Doch zeigte sich bald, dass die Konzilsbeschlüsse in den bayerischen Diözesen ohne Plazet publiziert wurden (nur der Erzbischof von Bamberg Michael von Deinlein erbat das Plazet, das ihm verweigert wurde; die Konzilsbeschlüsse publizierte er dennoch). Die bayerische Regierung reagierte auf diese Infragestellung ihrer Autorität mit der Ankündigung, dass die Konzilsbeschlüsse im staatlichen Bereich keine Rechtsfolgen hätten: Der Staat betrachtete infolgedessen jene Personen, die durch die Kirche exkommuniziert wurden, weil sie das neue Dogma nicht anerkannten (z. B. Ignaz von Döllinger und Johann Friedrich), weiterhin als Teil der katholischen Kirche. Damit wurde der Umgang mit der entstehenden Altkatholischen Kirche zu einem zentralen Streitpunkt im bayerischen Kulturkampf.

## Kampfmaßnahmen in Bayern und im Reich
Der bayerische Kulturkampf war in doppelter Weise begrenzt: zum einen durch die fehlende Gesetzgebungsmehrheit der Regierung, zum anderen durch Persönlichkeit und Intentionen des prägenden Ministers Johann von Lutz. Der liberale Etatist, der aus der bayerischen Ministerialbürokratie hervorgegangen war, strebte den Erhalt der überkommenen Kirchenhoheitsrechte des Staates an; die Vielfalt der politischen Motive des Kulturkämpfers Otto von Bismarck blieb Lutz fremd. Doch war es Lutz, dem die Mehrheiten im bayerischen Landtag fehlten, der den Konflikt auf die Ebene der Reichsgesetzgebung hob, noch bevor der Kulturkampf in Preußen entbrannte: Das erste Kampfgesetz des Reiches, der Kanzelparagraph (1871), wurde von der bayerischen Regierung über den Bundesrat eingebracht und Lutz begründete die Novelle am 23. November 1871 im Reichstag. Drei weitere Reichsgesetze folgten: das Jesuitengesetz (1872), das Expatriierungsgesetz (1874) und das Gesetz über die Einführung der Zivilehe (1875). Daneben stand der bayerischen Regierung der Verordnungsweg offen, den sie im Jahr 1873 für vier Verordnungen nutzte: Erstens wurden Einrichtung und Leitung von Erziehungs- und Unterrichtsanstalten von strengen Auflagen abhängig gemacht; zweitens wurde bayerischen Theologen der Besuch des Collegium Germanicum in Rom verboten; drittens richtete die sogenannte Schulsprengelverordnung die einzelnen Schulsprengel an den politischen Gemeinden, nicht mehr an den Pfarrbezirken aus und ermöglichte die Einrichtung von Simultanschulen; viertens schließlich wurden die mildernden Erklärungen des Staates widerrufen, die in strittigen Auslegungsfragen zwischen Konkordat und Religionsedikt die konkordatskonforme Variante zugesagt hatten. Zu weiteren kulturkämpferischen Reichsgesetzen oder bayerischen Verordnungen kam es nicht mehr. Vielmehr setzte der Staat in den Jahren 1882/83 Zeichen der Entspannung: Der Altkatholik Johann Friedrich wurde 1882 von der katholischen in die philosophische Fakultät der Universität München versetzt, zeitgleich der profilierte Zentrumsparlamentarier Georg von Hertling auf einen Lehrstuhl für Philosophie berufen; am bedeutsamsten war der Erlass einer neuen Schulsprengelverordnung im Jahr 1883, durch die die konfessionelle Volksschule wieder zur Regel wurde.

## Opposition
Dem Staat gegenüber stand zunächst die katholische Kirche, also Bayerns Bischöfe und die Kurie. Hier war schon das Vorgehen der Regierung Hohenlohe-Schillingsfürst (Schulpolitik, Zirkulardepesche) auf einhellige Ablehnung gestoßen. Die bayerische Politik nach der Verkündung der Konzilsbeschlüsse führte 1873 zu einer Beschwerde des Papstes, der 1875 auch gegen die Einführung der Zivilehe protestierte. Die bayerischen Bischöfe brachten ihre Beschwerden 1875 offiziell vor (Plazet, Altkatholiken, Schul- und Ordenspolitik). All diese kirchlichen Initiativen prallten an der Haltung der bayerischen Regierung ab. So wuchs an der Kurie und unter den „ultramontan“ ausgerichteten bayerischen Bischöfen (Ignatius von Senestrey, Franz Leopold von Leonrod) die Bereitschaft, mit der katholischen Volksbewegung zusammenzuarbeiten, wie sie sich in der Bayerischen Patriotenpartei darstellte. Die absoluten Mehrheiten in der bayerischen Abgeordnetenkammer, die die Partei während der gesamten Kulturkampfära errang (d. h. 1869 im Mai und im November, 1875, 1881 und 1887), verhinderten zwar gesetzgeberische Maßnahmen der Regierung, doch stellten sie die Partei zugleich vor ein Dilemma: Die sich als konservativ, königstreu und staatserhaltend verstehende Partei musste mit der Tatsache leben, dass der König, seit 1886 auch der Prinzregent, an der liberalen und kulturkämpferischen Regierung festhielt. Dies führte zu erheblichen Auseinandersetzungen um die zielführende Oppositionsstrategie innerhalb der patriotischen Landtagsfraktion: Radikale Abgeordnete wie Joseph Bucher, die als Klerikal-Demokraten charakterisiert werden können, strebten letztlich den Sturz des „Systems Lutz“ an und waren bereit, die Mittel der Budgetverweigerung oder der kollektiven Mandatsniederlegung zu praktizieren; die Mehrheit um den Fraktionsführer der 1870er Jahre, Joseph Edmund Jörg, lehnte diese verfassungswidrigen Maßnahmen aber ab. 1877 führten die Kontroversen sogar zur Abspaltung der radikalen „Katholischen Volkspartei“ des Verlegers Johann Baptist Sigl, der sich aber nur wenige Abgeordnete anschlossen. Insgesamt lässt sich sagen, dass die internen Auseinandersetzungen die Durchsetzungsfähigkeit der Partei hemmten und dass radikale Kräfte nur zweimal für kurze Zeit die Fraktionslinie bis hin zur Budgetverweigerung bestimmen konnten: 1881/82 unter der Führung Alois Rittlers und 1889/90, maßgeblich befördert durch die kommenden Zentrumsführer Balthasar Daller und Georg Orterer; Erfolg war auch diesen Aktionen nicht beschieden.

## Letzte Zuspitzung
Während der preußische Kulturkampf 1886/87 mit den beiden Friedensgesetzen beigelegt wurde, verschärfte sich die Lage in Bayern durch eine unbedachte Äußerung des Prinzregenten Luitpold nochmals. Dieser hatte in einer öffentlichen Erklärung nach dem Ende der Königskrise der Regierung Lutz das Vertrauen ausgesprochen und dabei bemerkt, dass „zu öfteren Malen von der höchsten katholischen kirchlichen Autorität die vollkommene Befriedigung über die Lage der katholischen Kirche in Bayern ausgesprochen worden“ sei. Diese Formulierung sorgte für Empörung in katholischen Kreisen, Papst Leo XIII. wies die Aussage in der Enzyklika Officio sanctissimo (1887) zurück, die bayerischen Bischöfe stellten ihre Beschwerden in einem Memorandum nochmals zusammen (1888), Johann von Lutz aber blieb bei seiner unnachgiebigen Haltung in den zentralen Punkten (Plazet, Altkatholikenfrage). Daraufhin initiierten katholische Laien um Karl zu Löwenstein den ersten Bayerischen Katholikentag (September 1889), der als katholische Massendemonstration zu verstehen war. Die Versammlung verabschiedete eine scharfe Resolution gegen das bayerische Staatskirchentum, deren Anliegen anschließend durch die Zentrumsfraktion (die Patriotenpartei hatte sich 1887 in Bayerische Zentrumspartei umbenannt) in drei Forderungen in die Landtagsarbeit eingebracht wurden: Erstens sollte sich das Plazet nicht mehr auf die katholische Glaubens- und Sittenlehre erstrecken, zweitens sollten die Altkatholiken als eine von der katholischen Kirche verschiedene Religionsgemeinschaft angesehen werden und drittens sollte eine bayerische Bundesratsinitiative unternommen werden, um die Redemptoristen von der Wirkung des Jesuitengesetzes auszunehmen. Weil Lutz weiter kein Entgegenkommen zeigte, setzte sich in der bayerischen Zentrumsfraktion eine radikale Oppositionsstrategie durch: Streichungen im Kultusbudget wurden angekündigt.

## Lösung des Konflikts
Den Ausweg aus der festgefahrenen Lage brachten schließlich Verhandlungen zwischen bayerischer Regierung und Münchner Nuntiatur (ohne Einbeziehung der Zentrumspartei), die auf staatlicher Seite von Friedrich Krafft von Crailsheim, dem bayerischen Minister des Äußeren, geführt wurden, der in dieser Phase den erkrankten Johann von Lutz vertrat. Hier wurde ein Kompromiss gefunden: Die bayerische Regierung bestand zwar weiterhin auf ihrer Plazetauffassung, doch bewertete sie von nun an die Altkatholiken als eine von der katholischen Kirche getrennte Religionsgemeinschaft; zur Begründung wurde aber nicht mehr auf das Unfehlbarkeitsdogma verwiesen (das eben nicht plazetiert worden war), sondern darauf, dass die Altkatholiken auch den Jurisdiktionsprimat des Papstes und das Dogma der Unbefleckten Empfängnis Mariens ablehnten. Die Regierung verkündete die neue Linie in einer Ministerialentschließung am 15. März 1890, die Zentrumsfraktion beendete daraufhin ihre Budgetblockade. Johann von Lutz, der die bayerische Politik über zwanzig Jahre bestimmt hatte, trat am 30. Mai aus Gesundheitsgründen zurück, am 3. September 1890 starb er. Das Ende des Kulturkampfes und der Ära Lutz markierten eine Wende in der bayerischen Geschichte des 19. Jahrhunderts.